# Makov (kraj południowomorawski)
Makov – miejscowość i gmina (obec) w Czechach, w kraju południowomorawskim, w powiecie Blansko. W 2022 roku liczyła 42 mieszkańców.